# ماساكي إيكيدا
ماساكي إيكيدا (باليابانية: 池田昌生) هو لاعب كرة قدم ياباني في مركز الهجوم، ولد في 8 يوليو 1999 في أوساكا في اليابان. لعب مع نادي فوكوشيما يونايتد.

## وصلات خارجية
- ماساكي إيكيدا على موقع رابطة كرة القدم اليابانية للمحترفين (اليابانية)
- ماساكي إيكيدا على موقع قاعدة بيانات كرة القدم.إي يو (الإنجليزية)
- ماساكي إيكيدا على موقع Soccerway.com (الإنجليزية)
- ماساكي إيكيدا على موقع عالم كرة القدم.نت (الإنجليزية)